# Кафедральный собор Крайстчерча
Кафедральный собор Крайстчерча (Собор Христа Спасителя, англ. ChristChurch Cathedral) — англиканский кафедральный собор в Крайстчерче (Новая Зеландия) был построен во второй половине XIX века. Он расположен в городском центре Крайстчерча, на Кафедральной площади. В соборе находится кафедра епископа Крайстчерча в Новой Зеландии, тиканга (маори культурное направление) Англиканской Церкви в Аотеароа, Новой Зеландии и Полинезии.
В феврале 2011 года в результате землетрясения шпиль и часть колокольни собора были разрушены. Частично пострадали остальные строения. Кафедральный собор был повреждён и ранее, в результате землетрясений 1881, 1888, 1901, 1922 и 2010 гг.
В 2012 году, в конце марта, начались работы по сносу собора. Был построен временный собор для прихожан церкви.

## История
История возникновения кафедрального собора Крайстчерча начинается с планов Кентерберийской ассоциации о построении города вокруг кафедрального собора и колледжа в регионе Кентербери. Собор планировалось построить по образу и подобию английского кафедрального собора Христа Спасителя в Оксфорде. Генри Джон Читти Харпер, первый епископ Крайстчерча, прибыл в Новую Зеландию в 1856 году и начал развивать проект строительства собора. В 1858 году проект был одобрен диоцезом и дизайн был заказан Джорджу Гилберту Скотту, британскому архитектору, известному своими церквями в стиле неоготики и общественными зданиями. Позже он разработал проект вокзала Сент-Панкрас в Лондоне и проект Кафедрального собора Святой Марии в Эдинбурге, Шотландия. Скотт никогда не бывал в Новой Зеландии и передал контроль над проектом Роберту Спичли.
Краеугольный камень был заложен 16 декабря 1864 года, но в связи с финансовыми проблемами строительство было приостановлено на период с 1865 по 1873 годы. В начале строительства Крайстчерч был небольшим посёлком (в нём проживало всего 450 мужчин) и привлечение средств для строительства оказалось непростым делом. Современники выражали своё разочарование в связи с отсутствием прогресса — писатель Энтони Троллоп посетил город в 1872 году и охарактеризовал строительство собора как «напрасные основы» и «огромную неудачу».
В 1873 году новый архитектор, новозеландец Бенджамин Маунтфорт, взял проект на себя и строительство возобновилось. Маунтфорт изменил шотландский дизайн, добавив балконы на колокольне и западной паперти и некоторые декоративные детали — купель, амвон и витражи. Первоначальные планы по сооружению деревянной конструкции были изменены в связи с открытием местной каменоломни, дававшей камень хорошего качества. Древесина растущих на полуострове Банкс тотары и матаи была использована для стропил.
Неф собора, высотой 30 метров, и колокольня были освящены 1 ноября 1881 года, но трансепты, алтарь и святилище не были закончены до 1904 года. Общество благоустройства Крайстчерча посадило два платана к югу от собора в 1898 году.
Семья Родс, прибывшая в Кентербери до Первых Четырёх Кораблей, спонсировала строительство колокольни и шпиля. Роберт Хитон Родс выделил средства на строительство колокольни собора в память о своём брате Джордже; деньги на шпиль были выделены детьми Джорджа Родса. В итоге шпиль кафедрального собора достиг 63 метров в высоту, а открытый для публики доступ позволял полюбоваться видом центральной части города со смотровой площадки шпиля. В результате землетрясений шпиль был повреждён четыре раза. В колокольне собора поначалу находились 10 колоколов, производство которых было заказано в фирме Джон Тейлор & Co из Лафборо. Колокола были установлены в 1881 году. Оригинальные колокола в 1978 году были заменены 13ю новыми колоколами, заказанными в этой же фирме.
В 1894 году вдова Альфреда Ричарда Крейка в память о нём организовала строительство западной паперти. На южной стороне нефа появилось мемориальное окно Уоттса-Рассела в память о её первом муже.
В 2006—2007 годах в соборе прошёл капитальный ремонт, в том числе была заменена оригинальная черепица.

### Землетрясения
В регионе Кентербери происходило большое количество землетрясений, и, как и многие здания в Крайстчерче, кафедральный собор в той или иной степени был повреждён в результате этих землетрясений.
1881Камень был выбит из навершия, непосредственно под крестом, в результате землетрясения в конце 1881 года, через месяц после освящения собора.
1888Обрушилось около 8 метров каменной кладки в результате землетрясения 1 сентября 1888 года. Каменный шпиль был восстановлен.
1901Верхняя часть шпиля снова упала в результате землетрясения 16 ноября 1901 года в Чевиот. На этот раз каменная кладка была заменена на более устойчивую структуру из австралийских лиственных пород дерева, обшитых медью, с внутренним демпфером. Ремонт был спонсирован семьёй Родс.
1922Один из каменных крестов упал с кафедрального собора при землетрясении 25 декабря 1922 года.
20104 сентября в результате землетрясения произошли некоторые поверхностные повреждения и собор был закрыт для инженерных проверок до 22 сентября 2010 года, когда он был признан безопасным для прихожан. Некоторый дополнительный ущерб собору был нанесён во время «афтершока Дня подарков», 26 декабря.
2011 февраль
22 февраля землетрясение магнитудой 6,3 причинило значительный ущерб собору и окружающим зданиям. Шпиль собора, устоявший при сентябрьском землетрясении, был полностью разрушен. От колокольни собора осталась только нижняя половина. В то время как стены и крыша собора в основном остались нетронутыми, конёк крыши на западном фронтоне был повреждён, а крыша над западной частью северного придела, ближе к колокольне, рухнула. Дальнейшие инспекции показали, что столбы, поддерживающие здание, серьёзно повреждены и нужны дополнительные исследования повреждений здания, чтобы определить, возможно ли восстановление собора на этом месте.
По предварительным сообщениям в момент землетрясения в колокольне находились 20 человек. Тем не менее, в результате последующих тщательных поисков поисково-спасательные команды тел погибших не нашли.
2011 июнь
Собору был принесён значительный ущерб в результате землетрясения магнитудой 6,4. Западное окно-роза упало внутрь собора, в связи с чем возник вопрос: «…должен ли собор быть разосвящён и снесён».
2011 декабрь
Собор вновь получил значительные повреждения в результате серии толчков 23 декабря, сильнейший из которых был магнитудой 6,0. В результате этого землетрясения окно-роза было полностью разрушено.

## Интерьер
Высокий резной экран за алтарём выполнен из древесины агатиса. Материал был взят со старого моста через реку Хурунуи. На экране вырезаны шесть фигур: Самуэль Марсден, архидиакон Генри Уильямс, Тамихана Те Раупараха, епископ Джордж Селуин, епископ Генри Джон Читти Харпер и епископ Джон Колридж Паттесон.
Кафедра была спроектирована Маунфордом в память о Джордже Аугустусе Селуине, первом епископе Новой Зеландии. Маунтфорд также спроектировал купель, которая была подарена Дином Стэнли из Вестминстерского аббатства в память о его брате, капитане Оуэне Стенли. Он служил на бриге HMS Britomart, приплывшем в Акароа в 1840 году.
В кафедральном соборе находятся трон и памятник епископу Генри Джону Читти Харперу — первому епископу Крайстчерча и второму примасу Новой Зеландии, заложившему краеугольный камень в основание собора в 1864 году и освятившему его в 1881 году.
В западной паперти заложены камни из Кентерберийского собора, приората Крайстчерча в Англии, аббатства Тинтерн, аббатства Гластонбери, храма Ирода, собора Святого Павла и колледжа Крайст-Чёрч в Оксфорде.
На северной стене расположены панели из инкрустированного мрамора и разноцветных изразцов, подаренных кафедральной гильдией в 1885 году, с орнаментом в виде свастики (крест Филфот). Мемориальное окно над росписью было подарено в память о баронете, сэре Томасе Танкреде.
Часовня св. Михаила и св. Георгия была открыта генерал-губернатором, сэром Бернардом Фрейбергом в День перемирия (6 ноября 1949 года) и была посвящена архиепископу Кемпбеллу Уэст-Уотсону.

## Культурное наследие
7 апреля 1983 года собор был зарегистрирован Фондом по охране исторических мест Новой Зеландии как историческое место I категории, за номером 46. Это единственный собор, спроектированный Джорджем Гилбертом Скоттом в Новой Зеландии. Существенное влияние на дизайн проекта оказал Маунтфорт. Собор является основным ориентиром и достопримечательностью для туристов, для многих он символизирует идеалы первых поселенцев. В нём находится множество мемориальных табличек, мемориальные окна и другие культурные ценности. Собор выступает в качестве напоминания о первых поселенцах и истории региона.

## Снос
28 октября 2011 года было объявлено, что повреждённый собор будет разосвящён (секуляризирован) и как минимум частично снесён. На тот момент не было определено, будет ли сохранена какая-либо часть повреждённого здания, и будет ли она затем включена в новое строение; это зависело от состояния сохранившихся материалов и должно было решаться в ходе работ. Кафедральный собор Крайстчерча был разосвящён 9 ноября 2011 года.
2 марта 2012 года епископ Виктория Мэттьюс объявила, что собор будет аккуратно разобран, без применения тяжёлой спецтехники. Она поставила под сомнение безопасность здания и заявила, что восстановление собора может стоить на 50 млн новозеландских долларов больше, чем может быть получено по страховке и, следовательно, строительство нового собора на этом месте тоже находится под вопросом.
Кентерберийское общество по борьбе с последствиями землетрясений (CERA) поддержало снос из соображений безопасности. Решение было также поддержано 70-ю местными церквями и христианскими сообществами.

### Возражения
Против сноса кафедрального собора поступали возражения, в том числе от комитета Всемирного наследия ЮНЕСКО. Иан Ченнел, официальный волшебник Новой Зеландии и Крайстчерча, также выступал с акциями протеста и призывами о сохранении собора.
Кит Миямото, американский инженер-строитель, международный эксперт, работавший во многих регионах, пострадавших от землетрясений, изучал состояние кафедрального собора после сентябрьского землетрясения 2010 года. Он, ссылаясь на свой опыт, выразил мнение, что восстановление и укрепление здания было и «возможно и доступно». Он прокомментировал планы о сносе 50 % зданий в центральном районе к апрелю 2012 года:

Это невероятно! Такого масштабного сноса не было даже на Гаити. Здесь общие потери составляют не более 20 %, включая постройки плохого качества и наиболее сильно пострадавшие от сейсмической активности.Оригинальный текст (англ.)Even in Haiti, where I have spent a lot of time, only 20% of the buildings have come down. It is a very high number in Christchurch— Кит Миямото
В апреле 2012 года группа инженеров Новозеландского общества сейсмостойкого строительства подписала обращение, чтобы заручиться поддержкой 100 коллег и остановить снос собора. Они заявили, что не исключают обращений в судебные органы. Тогда же была сформирована рабочая группа по восстановлению кафедрального собора Крайстчерча, которая начала заниматься сбором подписей в поддержку сохранения собора.

### Процесс
В конце марта 2012 года начались работы по сносу собора. На начальном этапе работы включали демонтаж окон и колокольни.
К 23 апреля 2012 года на девяти окнах были демонтированы витражи и начались работы по постепенному разбору каменной кладки в часовне.

## Временный собор
Временный собор, спроектированный архитектором Сигэру Баном, вместительностью около 700 человек, должен быть построен к концу 2012 года. В качестве строительных материалов для собора использованы железобетон в основании, картон, дерево и стальные опоры. Стоимость картонного храма оценивается в 4,1 млн новозеландских долларов. Это сооружение будет использоваться в качестве церкви, пока не будет возведено капитальное здание. Срок службы временного храма оценивается как минимум в 20 лет.
Место строительства временного храма на углу Херефорд-стрит и Мадрас-стрит, в нескольких кварталах от Кафедральной площади, было освящено в апреле 2012 года. Сооружение временного храма началось 24 июля 2012 года.